# Retropluma planiforma
Retropluma planiforma is een krabbensoort uit de familie van de Retroplumidae. De wetenschappelijke naam van de soort is voor het eerst geldig gepubliceerd in 1969 door Kensley.